# 政府大桥

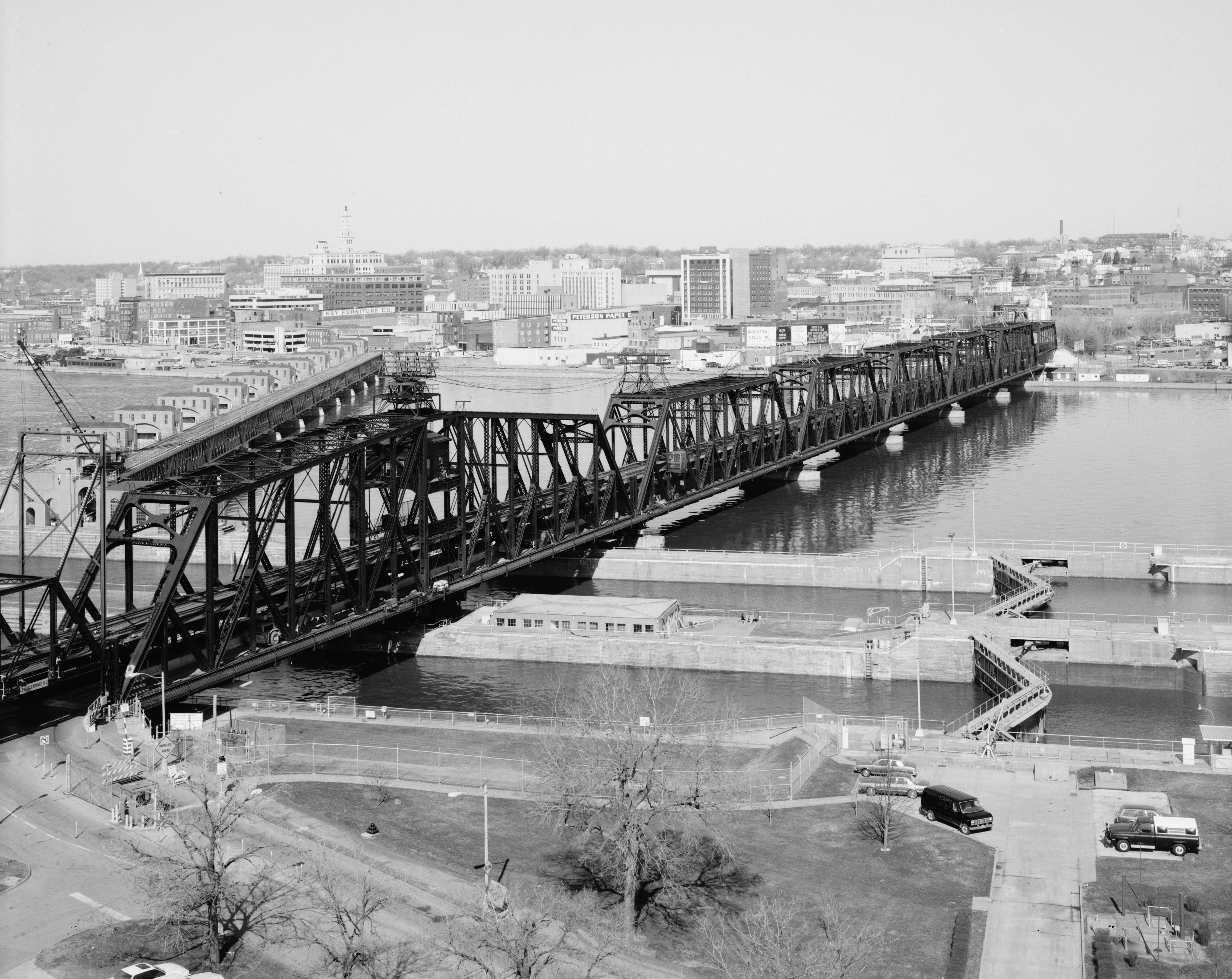
从钟楼（建筑物205）俯瞰四分之三，向西北方向看，衣阿华州达文波特

政府大桥或阿森纳大桥横跨密西西比河 ，连接伊利诺伊州的罗克艾兰和爱荷华 州的 达文波特 。它位于密西西比河上游标记483附近，毗邻密西西比河15号水坝及船闸 。当前的桥梁（竣工于1896年）是该位置的第四代结构，并包括一个旋转部分，以确保船只的通行。道路层以上的双轨轨道对于桥梁来说并不常见。 
最初的桥于1856年完工，是横跨密西西比河的第一座铁路桥。 这座桥长1528英尺（482米），中间桁架跨度为285英尺（87米）。它对试图建立通往太平洋的南方铁路路线的南方 和有着面临芝加哥铁路竞争的轮船的圣路易斯造成威胁。 开业几周后埃菲·阿夫顿 （ Effie Afton）就撞上了桥，而汽船公司提起了诉讼。1866年被木桥代替。 
1868年，第二座桥梁被一场冰暴和龙卷风破坏；但是，施工人员修理并重新开放了这座桥。1872年，它被一对双层桥取代。第三座桥366英尺（112米）长，在岩岛岸边附近。在1880年代，这座桥上使用了有轨马车；电车一直在目前的桥上行驶，直到1940年。

## 历史

### 第一座桥
第一座桥梁建成于1850年代，位于当前桥梁的上游约1500英尺（460米）处，是横跨密西西比河的第一座铁路桥梁。 它在美国内战之前和第一条横贯大陆的铁路的建设中发挥了重要作用。这座桥将芝加哥和岩石岛铁路与新创建的密西西比州和密苏里州铁路连接起来 ，由托马斯·C·杜兰特 （ Thomas C. Durant）提出作为爱荷华州的第一条铁路（连接达文波特和康布拉夫斯 ）。在密西西比河上经营轮船的公司反对这座桥，担心这会造成航行危险并改变其对贸易的垄断。 这座桥于1856年4月22日开放。

#### 描述
这座桥的总长为1582英尺（482米），它的跨度为285英尺（87米）。这座桥是用木材和铁建造的，搁在花岗岩桥墩上。 中间桁架允许两侧打开120英尺（37米）以允许汽船通过。 位于水平面35英尺（11米）以上的桥的下层甲板用于货车通行，而上层甲板用于铁路运输。 

#### 完成后的历史
由于大桥越过了曾经坐落着阿姆斯特朗要塞的岛屿，因此战争部在其建设方面拥有发言权。战争部长杰斐逊·戴维斯和总统富兰克林·皮尔斯最初批准了这座桥，因为他们认为横贯大陆的铁路将通过南部到达洛杉矶 。后来，由于对该计划的抵制开始浮出水面，他改变了主意，担心横贯大陆的铁路会改走北方路线。戴维斯下令停止施工，但他的命令没有受到重视。

#### 艾菲·阿夫顿（Effie Afton）撞击
1856年5月6日，轮船艾菲·阿夫顿（Effie Afton）的一个转轮停止转动后，它与桥相撞。 船员被救出，但轮船着火了，损坏了桥，并沉没了。 汽船公司起诉要求拆除这座桥。密西西比州和密苏里州铁路 （M＆M）以及岩岛线（Rock Island Line）聘请亚伯拉罕·林肯 （ Abraham Lincoln）为这座桥辩护，此案最终送交最高法院审理 。 同时，M＆M和Rock Island合并成为芝加哥，岩岛和太平洋铁路 。 发生碰撞时，这座桥是在急流中的一个复杂部分建造的，其跨度与水流成一定角度（这使得汽船难以通过该桥）。 许多人认为这座桥就是为干扰汽船交通而设计的。 
杜兰特（Durant）从合并与收购中获得收益，成立了太平洋联合铁路公司（Union Pacific Railroad） 。作为律师研究的一部分，林肯参观了M＆M设施，并在康布拉夫斯会见了M＆M官员。 当1862年的《 太平洋铁路法》赋予他选择横贯大陆铁路东端的权力时，他选择了一个有利于他前客户的位置。 案件审判以悬案陪审团告终 ，被解散；最高法院于1862年12月18日对随后的诉讼作出裁定，而大桥仍在继续运作。 

### 第二座桥
第一座桥梁一直使用到1866年；当时人们认为它不足以应付铁路不断增加的负荷。 它被更重的木结构所取代，该木结构重新使用了原来的桥墩。第一座桥只剩下爱荷华州侧河滨大道以西的高架通道，以及阿森纳岛上的重建码头。 第二座桥有两个甲板：行人的下甲板和铁路交通的上甲板。 1868年，一场冰暴破坏了桥梁的码头和木材桁架。那年下半年 ， 龙卷风也严重破坏了这座桥。但是，来自芝加哥的施工人员得以将其重新开启。 

### 第三座桥

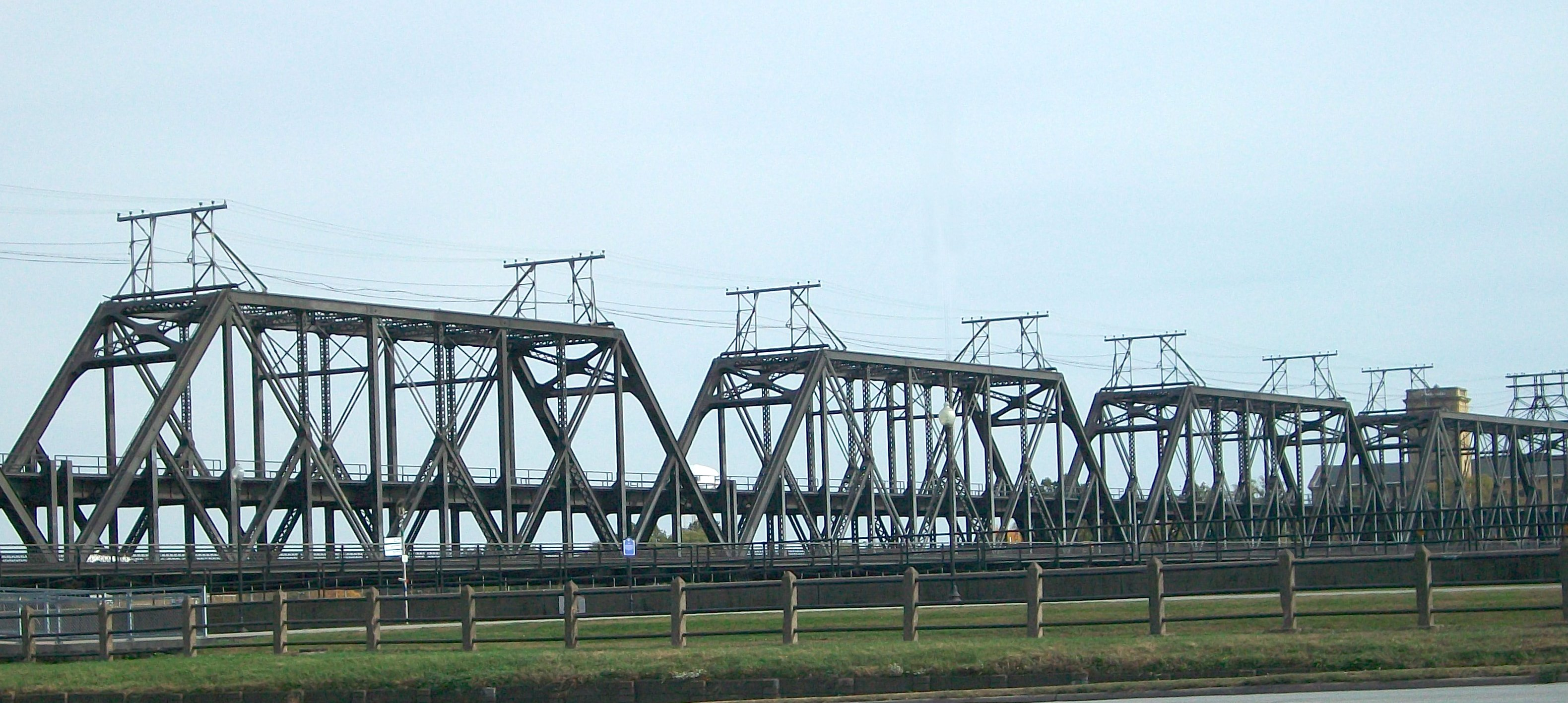
今天的桥

木制结构在1872年被一对铁制双层桥所取代，该桥承载一条单轨铁路线和一条巷道。  这座桥位于阿森纳岛西端的新位置，而原来的桥和铁路被废弃了。 搬迁是由联邦政府推动的，联邦政府仍然拥有该岛，并希望将其重建为军火库。 原始的桥梁和铁路线将该地产分为两部分，而通过将桥梁移至岛的一端消除了开发限制。联邦政府使用这座桥来通铁路，因此得名“政府大桥”。  
铁路使用上层甲板，货车，牲畜和行人使用下层甲板。 这座桥长366英尺（112米），位于岩岛岸边。 在1880年代，它允许有轨马车和电车通行。这一传统在第四座桥上一直延续到1940年。 

### 现在的桥

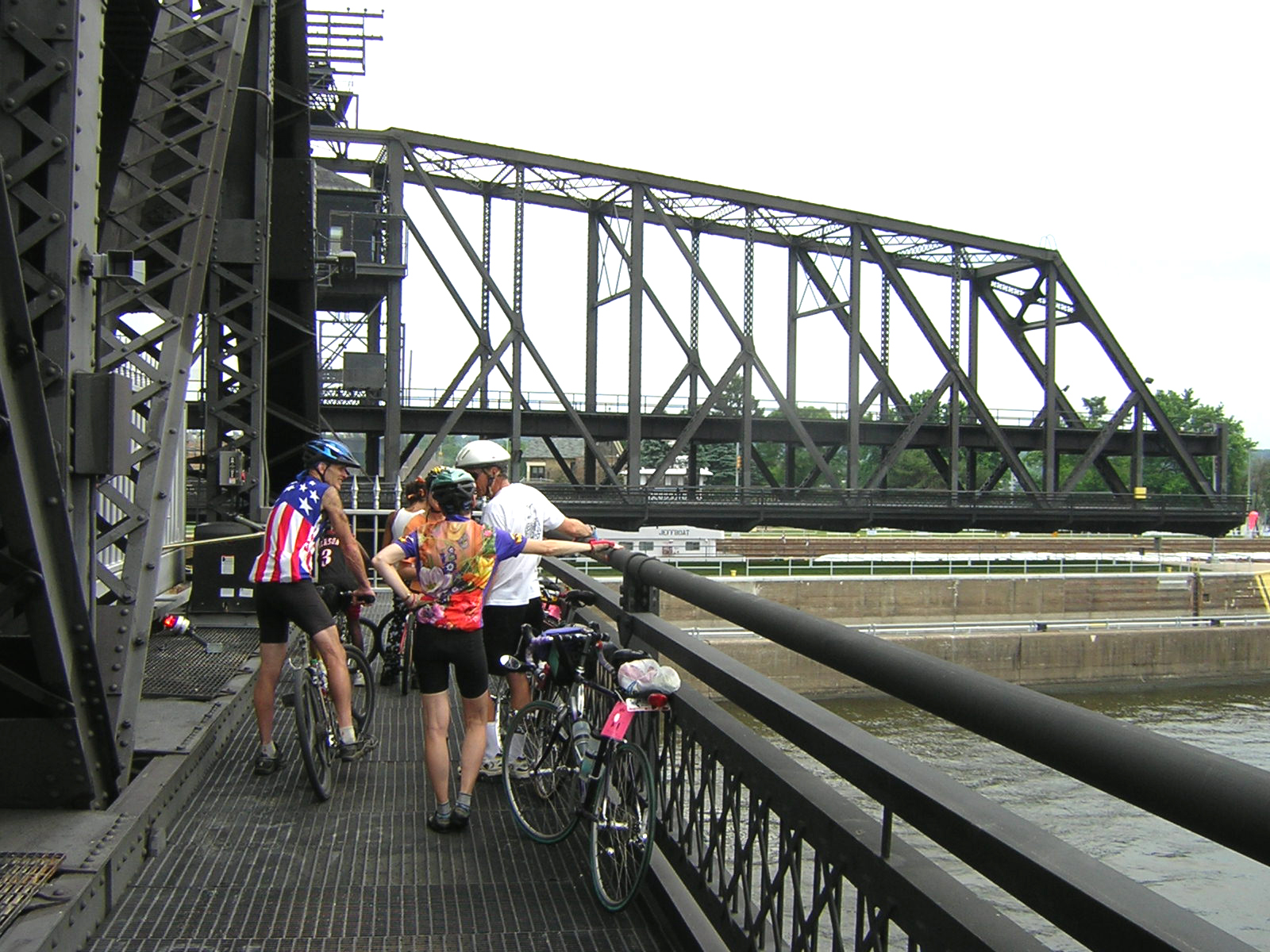
桁架打开期间的人行道视图

当前的政府大桥是该地区密西西比河的第四个过河点，建于1896年，位于同一地点，使用的桥墩与1872年的桥梁相同。一对双层桥可承载铁路（顶层）和道路交通（底层），并且具有两条火车轨道，以消除铁路交通瓶颈。该桥由拉尔夫·莫杰斯基设计，由凤凰桥公司 建造，也是莫杰斯基设计的第一座桥。 1895年3月2日，国会授权美国陆军部建造新桥。 2006年的应力测试表明，该桥梁仅使用了其使用寿命的“ 10％至12％”， 并被列为计划中的铁路线路的一部分 。
1956年，一列蒸汽火车被带到阔德城，以庆祝第一座桥建成100周年。 火车从岩岛到达文波特拉着包括贵宾在内的餐饮车。 2006年2月22日（50年后），在River Center举行了晚宴，以纪念这座桥落成150周年。晚宴复制了1854年2月22日举行的类似活动，以庆祝洛克岛铁路的建成。 在这一年中，阔德城在9月14日星期四至9月17日星期日再次庆祝了桥梁竣工150周年。该庆祝活动包括“蒸汽机车游览，河船游乐，独木舟和皮划艇比赛，一个讲故事活动以及一个独特的“鬼桥”展示。 
1965年，达文波特（Davenport）方向发生洪水后，这座桥关闭了。 2019年5月2日，由于密西西比河和洛克河的 严重洪灾以及达文波特的堤防决堤，大桥以及阔德城地区其他几座的交通全部关闭。 该桥于5月8日重新开放。  2019年7月10日，火车出轨后，这座桥关闭了一天。   桥和船闸在关闭后的第二天重新开放。 